# Gabriel Arcand
Pour les articles homonymes, voir Arcand.
Gabriel Arcand, né le 4 juin 1949 à Deschambault (Québec), est un acteur et compositeur québécois.

## Biographie
Il est le frère du réalisateur Denys Arcand, de l'anthropologue Bernard Arcand et de la criminologue Suzanne Arcand.
En 1974, il a fondé et été directeur, puis codirecteur artistique du Groupe de la Veillée, la compagnie fondatrice du théâtre Prospero. Il est à ce jour membre de la compagnie et membre du conseil d’administration du théâtre.

## Théâtre
- 1982-1986 : Le journal de Nijinski / Till l’espiègle / M.e.s.: T. Spychalski, le Groupe de la Veillée / Représ. au Québec, en Europe et aux É.-U.
- 1983 : L’idiot / Prince Mychkine / M.e.s.: T. Spychalski / le Groupe de la Veillée
- 1988-1989 : Un bal nommé Balzac / Vieillard-marchand / M.e.s.: T. Spychalski, le Groupe de la Veillée / tournée européenne
- 1990 : Artaud/Tête à tête / Artaud / M.e.s.: G. Arcand / Centre national des arts
- 1991 : Don Juan / Don Juan / M.e.s.: Martine Beaulne, le Groupe de la Veillée / Théâtre Prospero
- 1991 : Crime et châtiment / Porfiri Petrovich / M.e.s.: Gabriel Arcand, le Groupe de la Veillée / Théâtre Prospero
- 1994 : Le roi se meurt / Roi Béranger / M.e.s.: Grégori Hladi, le Groupe de la Veillée / Théâtre Prospero
- 1996-1997 : Le Tartuffe / Tartuffe / M.e.s.: Lorraine Pintal / Théâtre du Nouveau Monde
- 1997 et 1999 : Les démons / Stéphane Trofimovich / M.e.s.: T. Spychalski, le Groupe de la Veillée / Théâtre Prospero
- 2000 : Caméra Obscura / Bruno Kretchman / M.e.s.: Oleg Kisseliov / Théâtre Prospero
- 2001-2002 : La nuit des Tribades / A. Strindberg / M.e.s.: T. Spychalski, le Groupe de la Veillée / Théâtre Prospero
- 2003-2004 : Hamlet / Claudius / M.e.s.: Patrice Caurier et Moshe Leiser / Théâtre du Nouveau Monde et tournée en France
- 2005-2006 : Le professionnel / Teodor Kraj / M.e.s.: T. Spychalski, le Groupe de la Veillée / Théâtre Prospero, puis tournée
- 2007-2008 : Antilopes / L’homme / M.e.s.: Carmen Jolin, le Groupe de la Veillée / Théâtre Prospero
- 2010-2011 : Sonate d’automne / Viktor / M.e.s.: M. Pomerlo / Théâtre Prospero
- 2011 : Blackbird / P. Trevelyan / M.e.s.: T. Spychalski, le Groupe de la Veillée / Théâtre Prospero, et 2011, tournée à Winnipeg
- 2013-2014 - 1995-1997, tournée, 1998 : Moi, Feuerbach / M. Feuerbach / M.e.s.: T. Spychalski, le Groupe de la Veillée / Théâtre Prospero et tournée
- 2014 : Avant la retraite / Rudolf Holler / M.e.s.: Catherine Vidal / Théâtre Prospero

## Filmographie

### Cinéma
- 1972 : La Maudite Galette : Ti-bi
- 1973 : Tu brûles, tu brûles : Gabriel
- 1973 : Réjeanne Padovani : Carlo Ferrara
- 1975 : Gina : le réalisateur
- 1975 : Les Vautours
- 1976 : Parlez-nous d'amour
- 1976 : Ti-Cul Tougas : Bum
- 1977 : L'Âge de la machine : Hervé
- 1977 : Panique
- 1979 : Au revoir à lundi : Georges, le barman
- 1980 : Suzanne : Georges Laflamme
- 1980 : L'Affaire Coffin : Alain Courtemanche
- 1981 : Il était une fois des gens heureux, les Plouffe : Ovide Plouffe
- 1982 : Le Toaster, court-métrage de Michel Bouchard
- 1983 : Mémoire battante
- 1984 : Le Crime d'Ovide Plouffe : Ovide Plouffe
- 1985 : Métallo Blues
- 1985 : Agnès de Dieu (Agnes of God) : Monsignor
- 1986 : Le Déclin de l'empire américain : Mario
- 1987 : La Ligne de chaleur : Robert Filion 1
- 1987 : Les Enfants de la rue : Danny
- 1988 : Les Portes tournantes : Madrigal Blaudelle
- 1989 : Les Matins infidèles : l'homme au bonzaï
- 1989 : L'Air de rien : Théo
- 1991 : Nelligan : Père Seers
- 1996 : La Fabrication d'un meurtrier
- 1999 : Le Grand Serpent du monde
- 1999 : Post mortem : Ghislain O'Brien
- 2001 : Una casa con vista al mar : le photographe
- 2002 : La Turbulence des fluides : l'éditeur
- 2004 : Folle embellie : Moïse
- 2006 : Congorama : le curé
- 2008 : Maman est chez le coiffeur : monsieur Mouche
- 2012 : Karakara de Claude Gagnon
- 2012 : L'Empire Bo$$é de Claude Desrosiers : Antoine de Carufel
- 2013 : Le Démantèlement de Sébastien Pilote : Gaby Gagnon
- 2016 : Le Fils de Jean de Philippe Lioret : Pierre

#### Télévision
- 1977 : Duplessis : Ti-Bi Chamberland
- 1984 : Le Crime d'Ovide Plouffe de Denys Arcand : Ovide Plouffe
- 1995 : Le Sang du chasseur : Yan Thoreau
- 1995 : Pour l'amour de Thomas : Claude
- 2000 : Tag : Desmarais
- 2003 : Jean Moulin, une affaire française : Georges Rouah
- 2014 : Au secours de Béatrice réalisé par Alexis Durand-Brault, Louis-Philippe Héneault (série) : Monsieur P, psychologue de Béatrice
- 2014-2018 : Mensonges (série) : Jean-Marc Beauchemin
- 2022-2023 : Classé secret (série) Philip Miller

### Compositeur
- 1972 : La Maudite galette
- 1975 : Gina

## Distinctions

### Récompenses
- 1985: 6th Genie Awards, meilleur acteur dans Le Crime d'Ovide Plouffe.
- 2007: Prix Jutra du meilleur acteur de soutien pour son rôle dans Congorama.
- Prix Écrans canadiens 2014 : Meilleur acteur pour Le Démantèlement

### Nominations
- César 2017 : César du meilleur acteur dans un second rôle pour Le Fils de Jean